# Eu e eles
Eu E Eles es un álbum del compositor brasilero Hermeto Pascoal, publicado en 1999. El CD contiene 12 temas, muchas de estas con dedicatorias.

## Canciones
1. «Chorinho MEC» (Hermeto Pascoal)
2. «Viva Jackson do Pandeiro» (Hermeto Pascoal)
3. «Caminho do sol» [Tributo ao papagaio Floriano](Hermeto Pascoal)
4. «A sua benção Brasil» (Hermeto Pascoal)
5. «Fauna universal» (Hermeto Pascoal)
6. «Vai um chimarrão» [Dedicado a Borghettinho (Hermeto Pascoal)
7. «Miscelânia vanguardiosa» (Hermeto Pascoal)
8. «Linguagens & costumes» (Hermeto Pascoal)
9. «Mercosom» (Hermeto Pascoal)
10. «Boiada» (Hermeto Pascoal)
11. «Capelinha & lembranças» [Dedicado ao irmão de som Miles Davis] (Hermeto Pascoal)
12. «Parquinho do Passado, Presente E Futuro»